# 北川原温

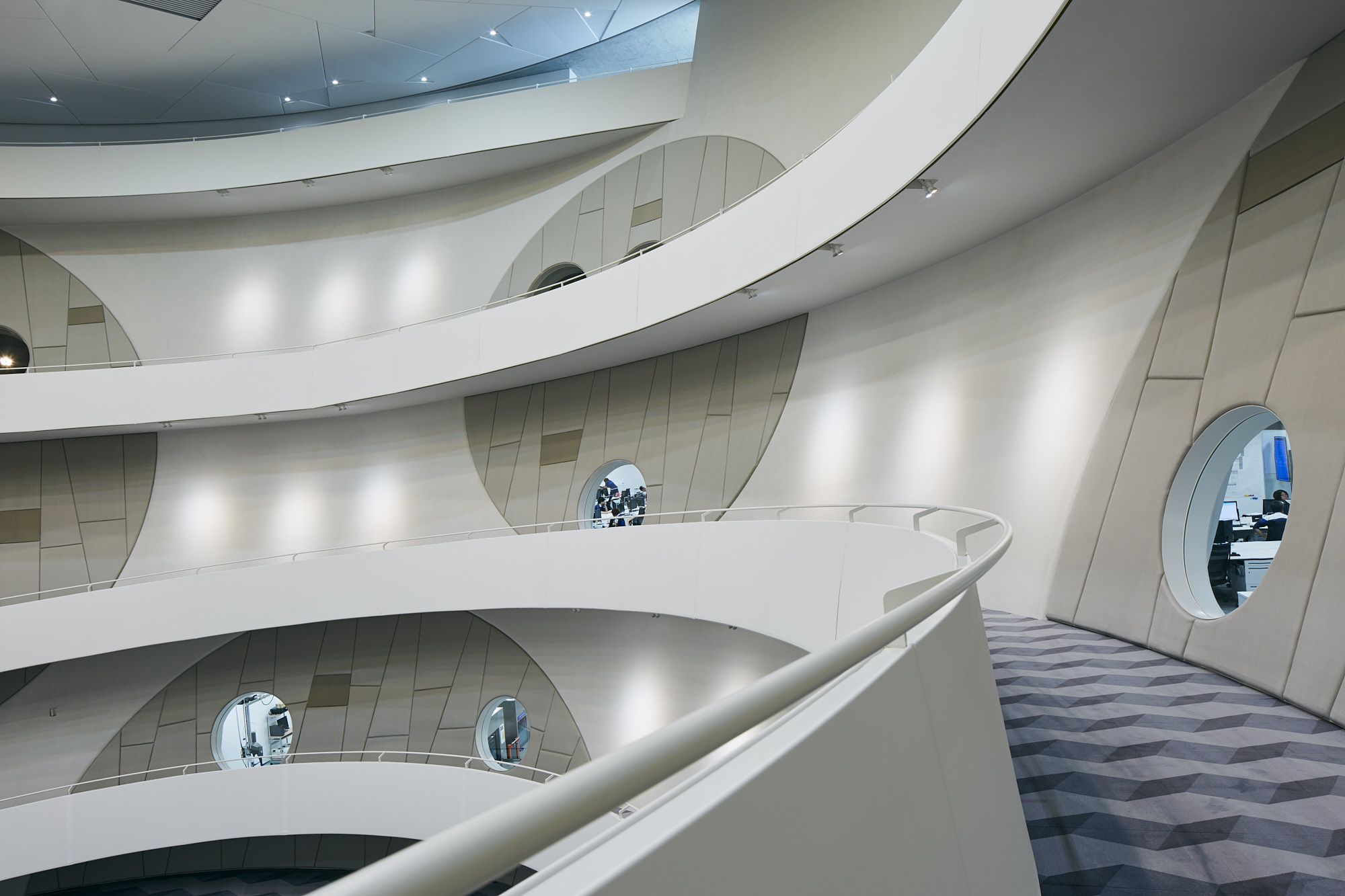
ナカニシ新本社Ｒ＆Ｄセンター ＲＤ１

北川原 温（きたがわら あつし、1951年（昭和26年）10月31日 - ）は、日本の建築家（一級建築士）。長野県千曲市生まれ。元東京芸術大学教授(2019年３月退任)。現在東京芸術大学名誉教授、株式会社北川原温建築都市研究所代表取締役所長。日本建築学会賞作品賞、日本芸術院賞、日本建築大賞、村野藤吾賞、ケネス・F・ブラウン建築文化大賞、など多数受賞。

## 来歴
東京芸術大学建築科在学中に国際設計コンペで1位となり、大学院ではサウジアラビアで都市計画の仕事に携わる。20代から設計活動を始め、これまでに多くの作品が世界に紹介されている。
日本建築学会賞、村野藤吾賞、グッドデザイン賞金賞、アルカシア賞ゴールドメダル、ケネス・F・ブラウン大賞をはじめ国内外の多数の建築賞を受賞。2009年に日本建築大賞を、また2010年には日本芸術院賞を受賞。世界各地から建築展、講演の依頼を受ける。2007年に念願のヨーロッパ事務所をベルリンに開設。
建築以外の分野では、世界的なオランダのモダンバレエ団（ネザーランド・ダンス・シアター、芸術監督イリ・キリアン）の舞台美術を手掛け、パリ・オペラ座やニューヨーク・リンカーンセンターで公演。2008年にリヨン国立歌劇場で再演。2018年にはポンピドゥ・センター・パリ(フランス国立近代美術館)にて、ドローイング23点、模型4点、計27点がパブリック・コレクションとして収蔵された。
また、東京芸術大学の大学院建築専攻北川原研究室では、科学や音楽、新しい表現芸術などの分野の専門家と協力し、建築・都市・空間に関する様々な研究・創作活動を展開していた（2019年3月退任）。
建築プロデューサーを務めたミラノ国際博覧会 (2015年)日本館の立体木格子が話題を呼びミラノ工科大学キャンパスやアルテセラ自然公園にそのプロトタイプが設置された。最近ではJR中央線小淵沢駅新駅舎・駅前広場やバーゼルワールドミキモト、東京交通短期大学新校舎、豊昭学園図書館・ホール・ラーニングセンター、ナカニシ新本社R&DセンターRD1、ナカニシ新工場A1等の設計に携わる。その他、学会や研究機関の委員、建築賞などの審査委員を務める。

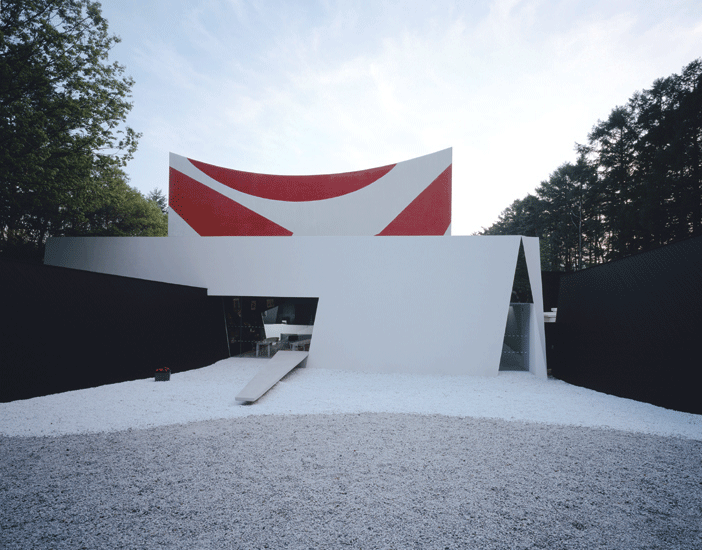
中村キースヘリング美術館

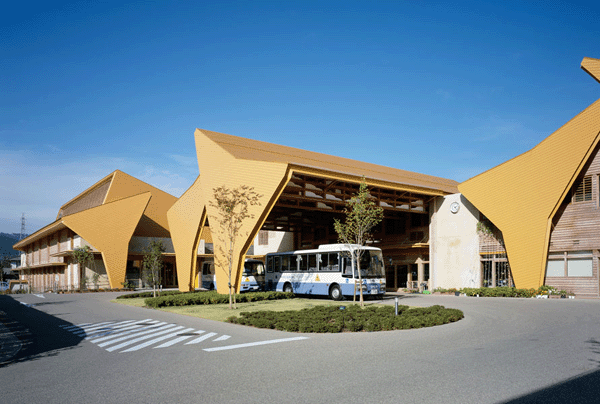
長野県稲荷山養護学校

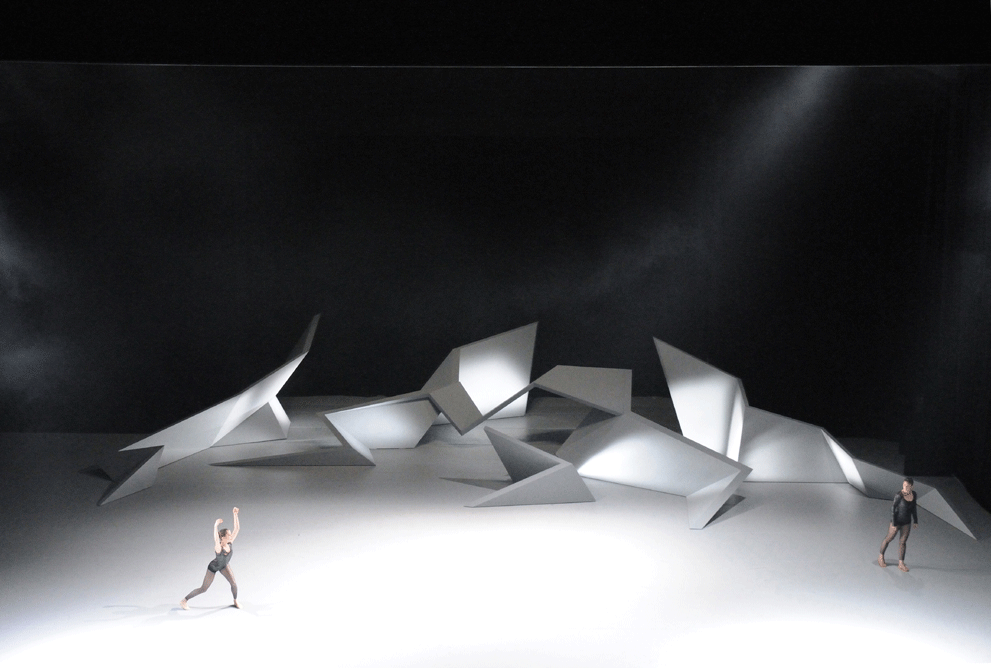
NDT One of a kind

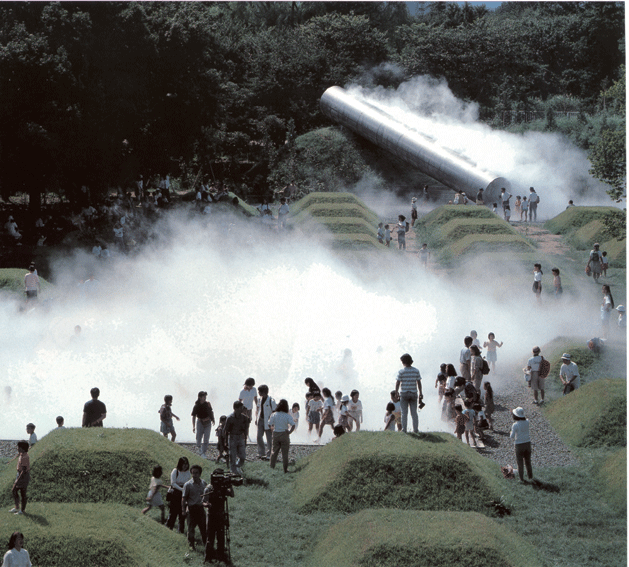
国立昭和記念公園「霧の森」

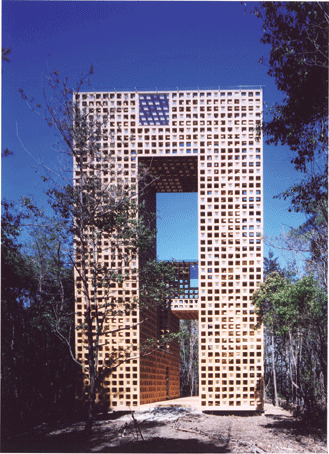
海上の森・望楼

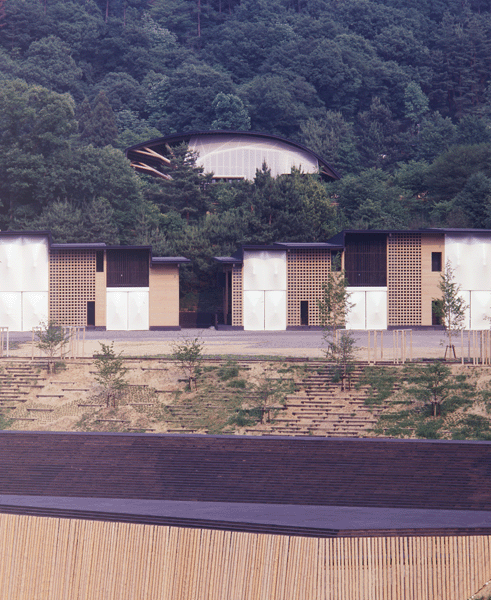
岐阜県立森林文化アカデミー

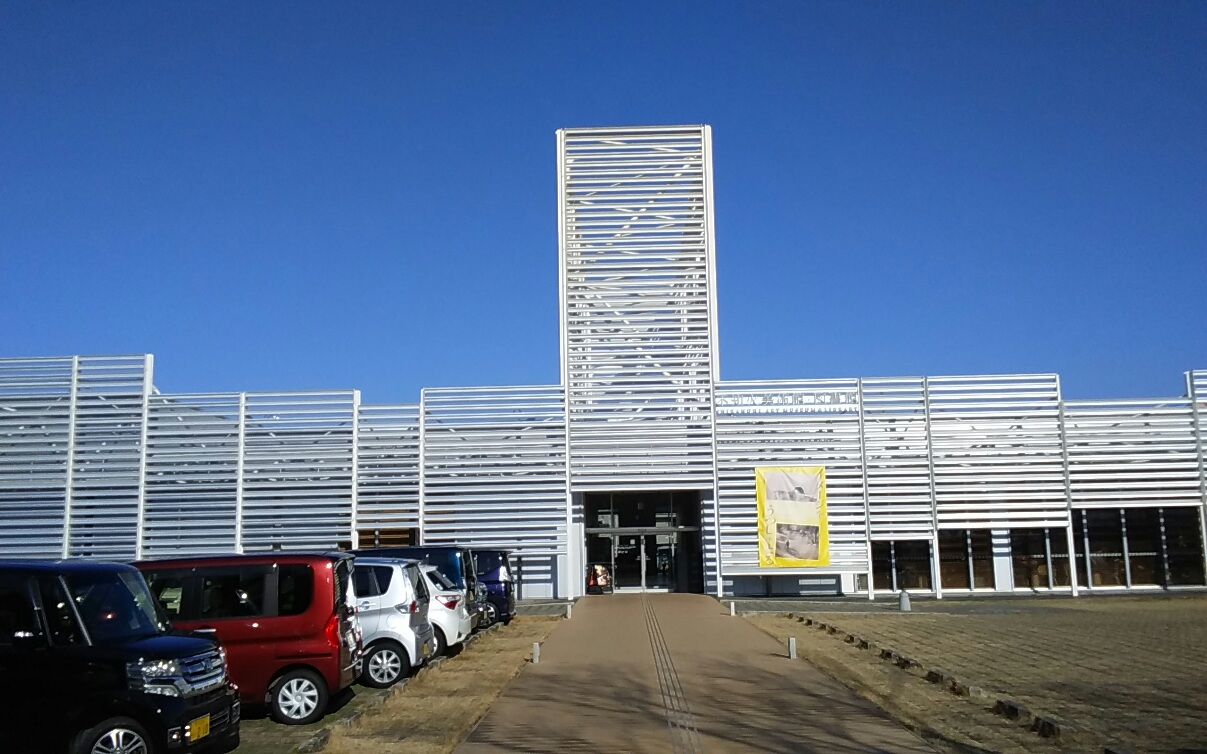
宇城市 不知火文化プラザ（不知火美術館）

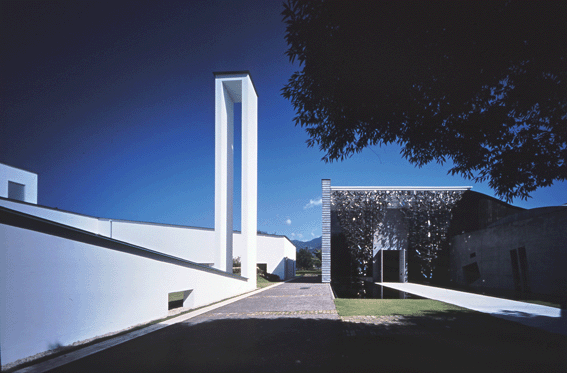
ヴィラ・エステリオ

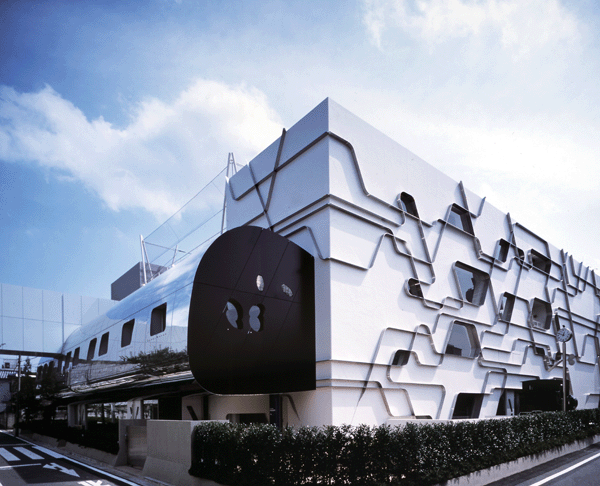
昭和鉄道高等学校

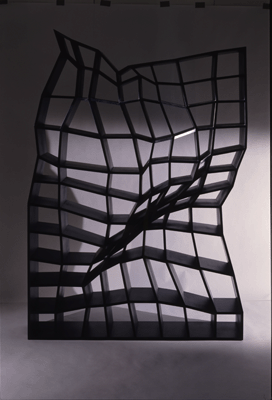
Verdi

## 略歴
- 1951年 長野県千曲市出身
- 1967年 長野県長野高等学校入学
- 1970年 長野県飯田高等学校卒業
- 1974年 東京芸術大学美術学部建築科卒業
- 1977年 同大学院修士課程修了
- 1975年 - 1982年 国内外で設計修業
- 1982年 株式会社北川原温建築都市研究所設立
- 2001年 東京芸術大学美術学部建築科助教授
- 2005年 東京芸術大学美術学部建築科教授
- 2007年 ベルリンにATSUSHI KITAGAWARA ARCHITECTSを開設
- 2019年 東京芸術大学美術学部建築科教授　退任
- 2019年 東京芸術大学名誉教授

## 主な作品
- 1985年 信濃デッサン槐多庵
- 1986年 ライズ（シネマライズ）
- 1986年 美安温閣
- 1986年 395
- 1988年 メサ
- 1988年 クラウディスプーン
- 1989年 メトロツアー
- 1989年 メトロサ
- 1989年 バサラ（セイコーの宝飾店）
- 1990年 サンテコロ
- 1991年 メトロトリスタン
- 1992年 東日本橋交番
- 1992年 国立昭和記念公園「霧の森」
- 1993年 宙軒
- 1994年 池上工業所アネックス
- 1994年 いわきニュータウンセンター
- 1994年-2004年 アリア
- 1997 サンタリア聖教会（アリア）
- 1997年 上田市農村文化交流館
- 1997年 宣伝会議本社（現 事業構想大学院大学）
- 1998年 福島県産業交流館 ビッグパレットふくしま
- 1998年 - 2000年 One of a kind（舞台美術、NDT、パリ・オペラ・ガルニエ、NYリンカーンセンターなど世界各地で公演）
- 1998年 津山市リージョンセンター
- 1998年 港区立箱根大平台みなと荘
- 1999年 豊島学院高等学校 第1期
- 1999年 宇城市 不知火文化プラザ（不知火美術館）
- 2001年 木の国サイト情報館
- 2001年 岐阜県立森林文化アカデミー
- 2002年 大學眼鏡研究所
- 2002年 アルスギャラリー
- 2002年 岐阜県立飛騨牛記念館
- 2002年 日本ペンクラブ
- 2003年 豊島学院高等学校 第2期
- 2003年 佐世保市新みなとターミナル
- 2003年 皇居外苑休憩所
- 2004年 昭和鉄道高等学校
- 2004年 ヴィラ・エステリオ（アリア）
- 2005年 海上の森・望楼
- 2005年 シーボン本社
- 2006年 ミドリ本社
- 2007年 長野県稲荷山養護学校
- 2007年 中村キース・ヘリング美術館
- 2007年 赤坂フェニックス
- 2008年 One of a kind（舞台美術、リヨン国立歌劇場）
- 2009年 ARCA
- 2009年 早稲田社会教育センター
- 2010年 道の駅 可児ッテ「CANITTE」
- 2011年 シミック本社レセプションラウンジ
- 2011年 シミック 7’s cafe
- 2014年 南アルプス国立公園指定50周年記念モニュメント
- 2014-2017年 バーゼルワールドミキモト
- 2015年 ミラノ国際博覧会 (2015年)日本館
- 2015年 シミック研修センター
- 2015年 中村キース・ヘリング美術館増築
- 2015年 ホテル・キーフォレスト北杜
- 2017年 ナカニシ新本社R&DセンターRD1
- 2017年 JR中央線小淵沢駅新駅舎・駅前広場
- 2018年 株式会社ナカニシ 新工場A1
- 2019年 東京交通短期大学校舎
- 2020年 大阪学院大学高等学校新校舎

## 受賞歴
- 1973年 新建築住宅設計競技 1等
- 1991年 日本建築家協会JIA新人賞（メトロサ）
- 1994年 東京建築賞（東日本橋交番）
- 1995年 グッドデザイン賞金賞（アリア）
- 1997年 日本建築仕上学会賞作品賞（アリア）
- 1997年 日本建築学会作品選奨（アリア）
- 1999年 くまもと景観賞（宇城市不知火図書館・美術館）
- 2000年 日本建築士会連合会賞作品賞（上田市農村文化交流館）
- 2000年 ベッシー賞(舞台美術部門)(ニューヨーク・ダンス・アンド・パフォーマンス賞)(NDT)
- 2000年 日本建築学会賞作品賞（ビッグパレット福島）
- 2001年 日本図書館協会建築賞（宇城市不知火図書館・美術館）
- 2002年 日本建築学会作品選奨（宇城市不知火図書館・美術館）
- 2002年 カナダ・グリーン・デザイン賞（岐阜県立森林文化アカデミー）
- 2002年 BCS賞（岐阜県立森林文化アカデミー）
- 2002年 日本建築学会賞技術賞（岐阜県立森林文化アカデミー）
- 2002年 エコビルド賞（岐阜森林文化アカデミー）
- 2003年 農林水産大臣賞（木の国サイト）
- 2003年 アルカシア賞ゴールドメダル（岐阜県立森林文化アカデミー）
- 2006年 イタリア IA 賞 1 位(海上の森・望楼)（木の国サイト）（飛騨牛記念館）
- 2006年 公共建築賞特別賞（岐阜森林文化アカデミー）
- 2007年 ケネス・ブラウン環太平洋建築文化賞大賞（岐阜県立森林文化アカデミー）
- 2007年 山梨県建築文化賞（中村キースヘリング美術館）
- 2008年 村野藤吾賞（中村キースヘリング美術館）
- 2008年 アメリカ建築家協会JAPANデザイン賞（中村キースヘリング美術館）
- 2009年 豊島・美しい街並みづくり大賞（豊島学院高校）
- 2009年 日本建築家協会日本建築大賞（中村キースヘリング美術館）
- 2010年 第66回日本芸術院賞受賞（中村キースヘリング美術館）
- 2011年 日本建築学会作品選奨（長野県稲荷山養護学校）
- 2011年 BCS賞（長野県稲荷山養護学校）
- 2015年 山梨県建築文化賞（中村キース・ヘリング美術館/HOTEL KEYFOREST HOKUTO/VILLA KEYFOREST）
- 2016年 アメリカンアーキテクチャプライズ金賞（小淵沢アートヴィレッジ）